# Chaetodus ratcliffei
Chaetodus ratcliffei är en skalbaggsart som beskrevs av Federico Ocampo 2006. Chaetodus ratcliffei ingår i släktet Chaetodus och familjen Hybosoridae. Inga underarter finns listade i Catalogue of Life.